# Байонвиль
Байонви́ль (фр. Bayonville) — коммуна во Франции, находится в регионе Шампань — Арденны. Департамент коммуны — Арденны. Входит в состав кантона Бюзанси. Округ коммуны — Вузье.
Код INSEE коммуны — 08052.
Коммуна расположена приблизительно в 210 км к востоку от Парижа, в 70 км северо-восточнее Шалон-ан-Шампани, в 50 км к юго-востоку от Шарлевиль-Мезьера.

## Население
Население коммуны на 2008 год составляло 112 человек.
| 1864 | 1962 | 1968 | 1975 | 1982 | 1990 | 1999 | 2008 |
| ---- | ---- | ---- | ---- | ---- | ---- | ---- | ---- |
| 549  | 177  | 200  | 171  | 142  | 127  | 107  | 112  |

## Экономика
В 2007 году среди 77 человек в трудоспособном возрасте (15—64 лет) 50 были экономически активными, 27 — неактивными (показатель активности — 64,9 %, в 1999 году было 68,6 %). Из 50 активных работали 43 человека (25 мужчин и 18 женщин), безработных было 7 (4 мужчины и 3 женщины). Среди 27 неактивных 9 человек были учениками или студентами, 6 — пенсионерами, 12 были неактивными по другим причинам.

## Достопримечательности
- Замок Ландревиль XVI века. Исторический памятник с 2006 года[3]

## Фотогалерея

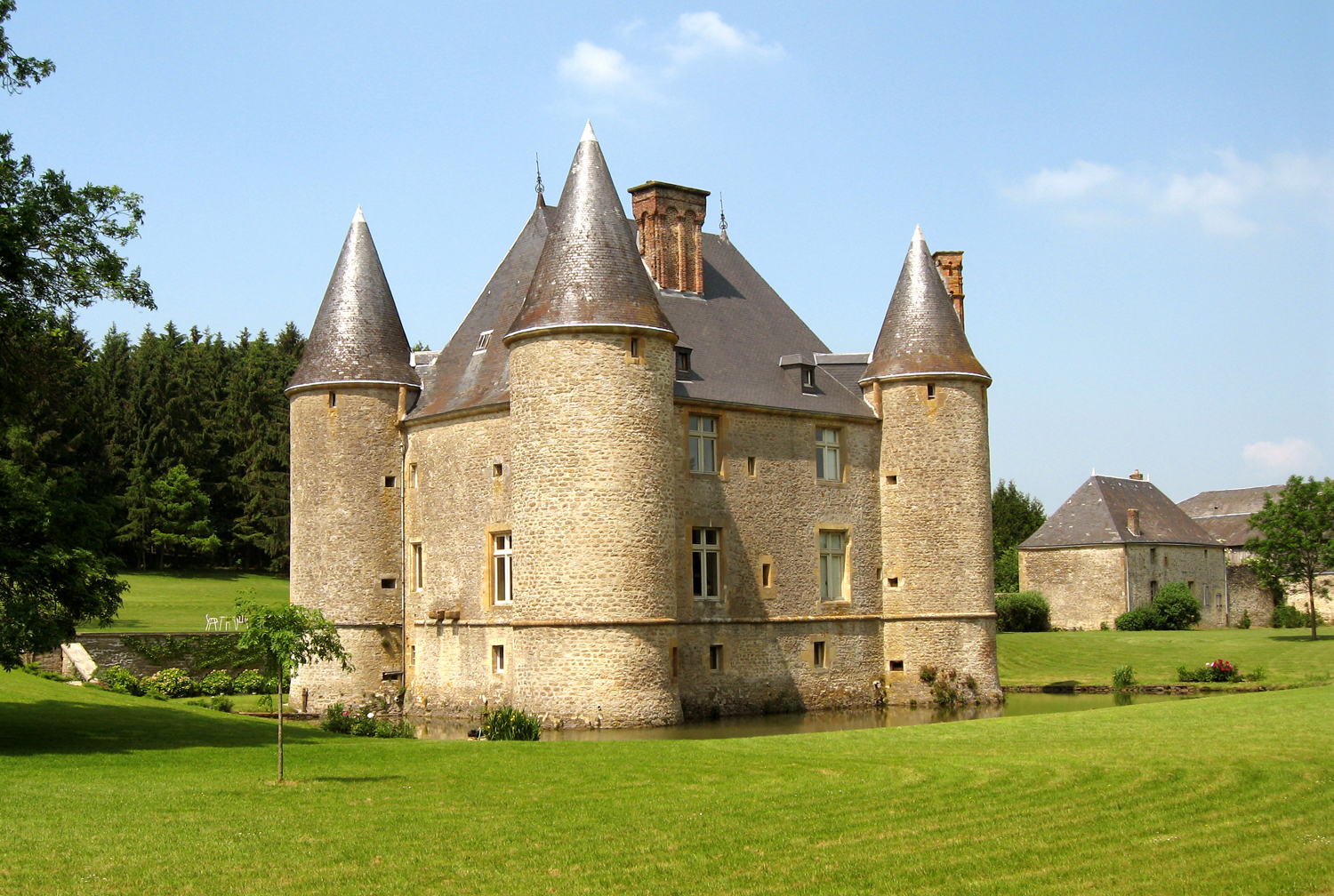
Замок Ландревиль
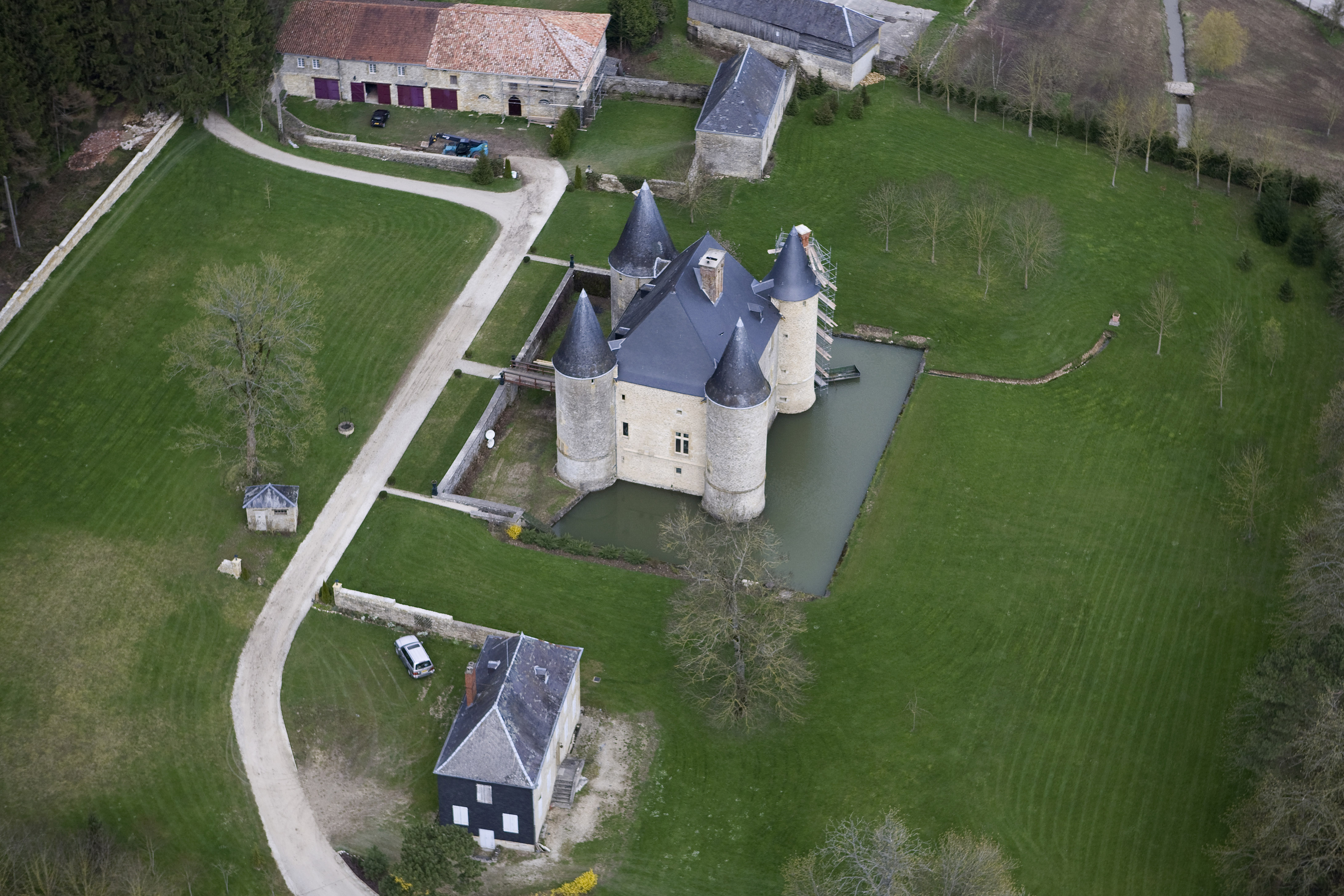
Замок Ландревиль
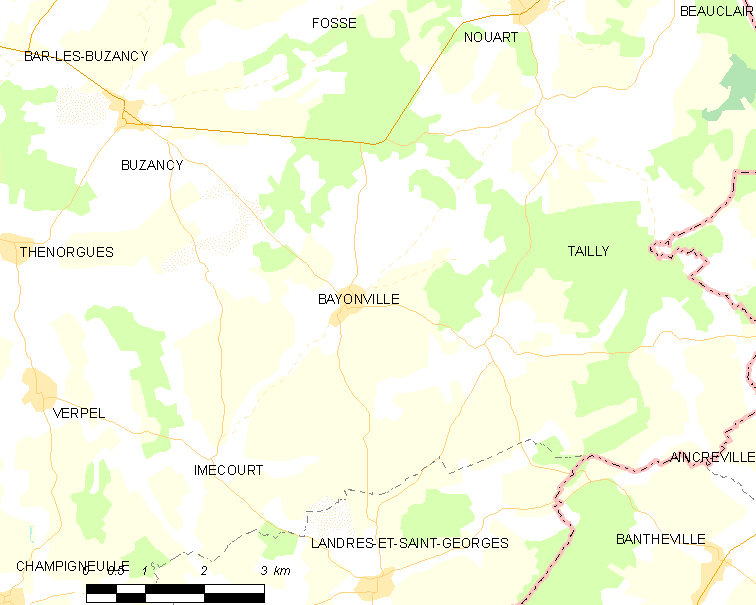
Карта коммуны